# Херберт Вимер
Херберт Вимер (Епен, 9. новембар 1944) бивши је немачки фудбалер који је играо на позицији везног играча. Поред освајања пет националних првенстава и два Купа УЕФА са Борусијом Менхенгладбахом, освојио је Светско првенство 1974. и Европско првенство 1972. са репрезентацијом Западне Немачке.

## Каријера

### Клуб
Сениорску каријеру је започео 1966. у Борусији из Менхенгладбаха, за коју је играо до 1978. у 366 утакмица Бундеслиге Немачке постигавши 51 гол. Освојио је пет државних првенстава (1970, 1971, 1975, 1976 и 1978), куп Немачке 1973. и УЕФА Лигу Европе 1975. године.

### Репрезентација
За репрезентацију Западне Немачке играо је 36 пута и постигао четири гола. Допринео је победи постигавши други гол на Европском првенству 1972. у финалу против репрезентације СССР-а и освојио је са репрезентацијом Светско првенство 1974. године.

## Успеси

### Клуб

#### Борусија Менхенгладбах
- Бундеслига Немачке: 1969/70, 1970/71, 1974/75, 1975/76, 1976/77.
- Куп Немачке: 1972/73.
- УЕФА Лига Европе: 1974/75, другопласирани 1972/73.
- УЕФА Лига шампиона: другопласирани 1976/77.

### Репрезентација

#### Немачка
- Светско првенство: 1974.
- Европско првенство: 1972, другопласирани 1976.

### Индивидуални
- Европско првенство: 1972.
- Бундеслига Немачке: 1975/76.[3]